# Handball Malo
La Pallamano Malo è una società italiana di pallamano maschile di Malo. Milita in Serie A Silver, la seconda serie del campionato italiano di pallamano maschile.

## Storia
Nel 1980, un gruppo di amici, forse stanchi di giocare a calcio (o piuttosto di non giocare!), decide di intraprendere una nuova attività sportiva. Per la verità nei primi tempi risultava assai difficile parlare di sport e il detto gioco di mano gioco da villano sembrava più che mai azzeccato. L'importante era tuttavia trovarsi in palestra un paio di volte alla settimana, fare un po' di allenamento, divertirsi in primo luogo ed infine concludere la serata a tarda ora davanti ad un boccale di buona birra.
Trascorsi un paio d'anni, capite bene le regole ed organizzando il gruppo, nel 1982 si decide di affiliare la giovane associazione alla Federazione Italiana e di cominciare a gareggiare. Esperienza traumatica, ma positiva; d'altro canto l'inizio è duro per tutti ed è fondamentale non abbattersi ed in questo il gruppo era straordinariamente forte e sapeva sempre trovare un giusto motivo di consolazione.
Sono trascorsi più di 40 anni e la pallamano Malo, pur tra innumerevoli difficoltà, è riuscita a sopravvivere ed è oggi una delle società venete meglio organizzate e con il maggior numero di tesserati giunti ormai ad oltre 150. Da tempo lo sforzo è rivolto al vivaio con la consapevolezza che investendo nei giovani la crescita è assicurata e dà grandi soddisfazioni. Ciò viene dimostrato nella Stagione 2014/2015, con la Promozione in Serie A - 1ª Divisione Nazionale, dopo aver vinto la Poule Play-Off della Serie A2 Maschile. Nella Stagione 2015/2016 si gioca la Serie A Prima divisione Nazionale, classificandosi all'ultimo posto, ma grazie al ripescaggio ha disputato anche per la stagione 2016/2017 la Serie A - 1ª Divisione Nazionale classificandosi al 6º posto.

## Organico 2024-2025

### Rosa
|    | Naz.                | Ruolo | Sportivo               | Anno |  |  |
| -- | ------------------- | ----- | ---------------------- | ---- |  |  |
| 1  | Moldavia (bandiera) | P     | Ion Gaiu               | 2002 |  |  |
| 12 | Italia (bandiera)   | P     | Matteo Manea           | 2006 |  |  |
| 98 | Italia (bandiera)   | P     | Riccardo Crosara       | 1998 |  |  |
| 2  | Italia (bandiera)   | A     | Patrick Marchioro      | 1998 |  |  |
| 7  | Italia (bandiera)   | T     | Marco Grotto           | 2005 |  |  |
| 11 | Italia (bandiera)   | C     | Biagio Marchioro       | 2006 |  |  |
| 22 | Italia (bandiera)   | PV    | Marco Filippi          | 2006 |  |  |
| 23 | Italia (bandiera)   | T     | Mattia Meneghello      | 2001 |  |  |
| 25 | Italia (bandiera)   | A     | Andrea Cavedon         | 2005 |  |  |
| 26 | Italia (bandiera)   | T     | Andrea Zanella         | 2003 |  |  |
| 27 | Italia (bandiera)   | A     | Alessandro Battistello | 2002 |  |  |
| 29 | Italia (bandiera)   | A     | Matteo Grotto          | 2000 |  |  |
| 32 | Italia (bandiera)   | T     | Gianluca Sassaro       | 2006 |  |  |
| 55 | Italia (bandiera)   | A     | Davide Bellini         | 1997 |  |  |

### Staff
- Allenatore:  Francesco Lodato
- Preparatore dei portieri:  Riccardo Crosara
- Team Manager:  Matteo Fontana

## Palmarès

### Competizioni giovanili

#### Maschile
- Campionato italiano U18: 1

2008-09
- Campionato italiano U16: 1

2010-11
- Campionato italiano U17: 1

2022-23

#### Femminile
- Campionato italiano U14: 2

2007-08, 2010-11